# Брансуикское стью
Брансуикское стью или брауншвейгское рагу (англ. Brunswick stew) — блюдо американской кухни, рагу (стью), распространённое в Южных штатах США.

## Происхождение

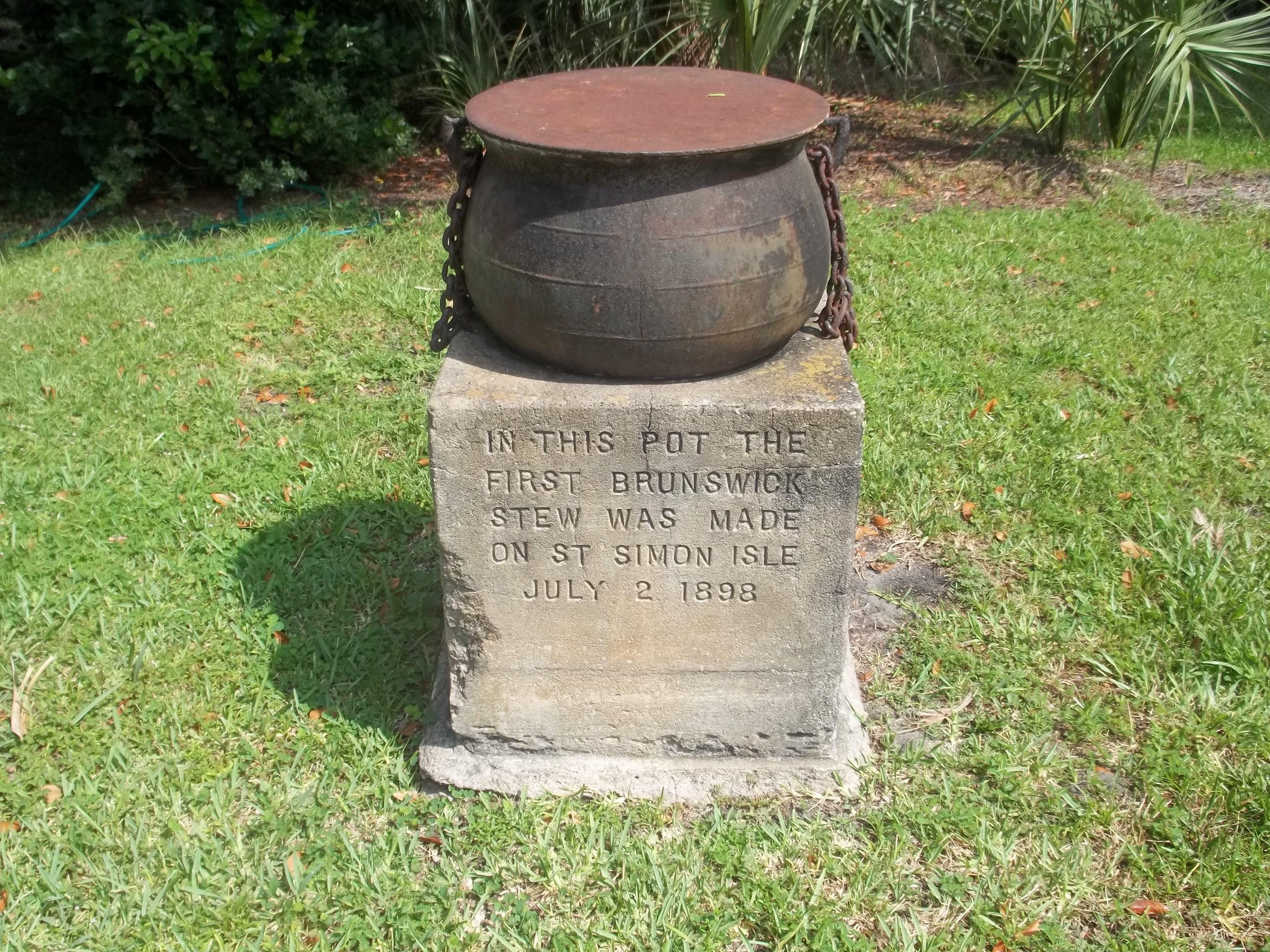
Котелок, в котором якобы было приготовлено первое брансуикское стью, установленный на постамент перед павильоном фермерского рынка в Брансуике, штат Джорджия

Точное происхождение стью является предметом спора. Округ Брансуик в штате Виргиния и город Брансуик в штате Джорджия оспаривают друг у друга право именоваться родиной этого блюда. Третья версия гласит, что блюдо, в той или иной форме, возникло в Европе, в городе Брауншвейг в герцогстве Брауншвейг-Люнебург (Ганновер) на территории северной Германии.
Расхождение в названиях вызвано тем, что немецкое название Брауншвейг, заимствованное русским языком без существенных изменений, по-английски произносится как Брунсвик или Брансуик. В течение всего XVIII века Брауншвейг-Люнебург (Ганновер) находился в личной унии с Великобританией, которой управляли короли из Ганноверской (Брауншвейгской) династии, поэтому в честь Брауншвейга был назван ряд географических объектов в британских заморских владениях (включая, помимо вышеперечисленных, канадскую провинцию Нью-Брансуик).
По поводу возникновения блюда существует несколько легенд. В городе Брансуик, штат Джорджия перед фермерским рынком можно увидеть старый железный котёл, установленный на невысоком постаменте. Надпись, нанесённая на постамент, гласит, что первое брансуикское стью было приготовлено в этом котле 2 июля 1898 года на соседнем острове Сент-Саймонс. Другая легенда утверждает, что повар из Виргинии изобрёл этот рецепт на охоте во время привала, приготовив обед из имевшихся ингредиентов.
Писательница Марджори Киннан Ролингс в своей книге «Кулинария Кросс-Крик» (1942) утверждала, что по слухам это рагу было одним из любимых блюд королевы Виктории, и, возможно, было изобретено в немецком Брауншвейге.
Согласно путеводителю по Виргинии «Virginia Writers Project’s guide to Virginia», опубликованному в 1941 году, стью родом из округа Брансуик, штат Виргиния.

## Ингредиенты
Рецепты брансуикского рагу сильно различаются. Обычно в число ингредиентов включают томаты, лимскую (масляную) фасоль, кукурузу, бамию и другие овощи, а также один или несколько видов мяса. Первоначально использовалась бельчатина, крольчатина, даже мясо виргинского опоссума и прочая мелкая дичь, однако сегодня обычно используется фермерская крольчатина, курица либо свинина. При этом крольчатину и курятину чаще добавляют в рагу в Виргинии, тогда как свинину — в Джорджии. В рагу, приготовленное в соседней Северной Каролине, обычно входит картофель, придающее этому блюду густоту; вариант из Виргинии обычно более жидкий. Сходное рагу из штата Кентукки готовится с использованием говядины.
Старинные рецепты приготовления стью из бельчатины по-брансуикски можно найти в книге «James Beard’s American Cookery» а также в уже упоминавшемся путеводителе «Virginia Writers Project’s guide to Virginia» 1941 года издания:
Говорят, что один охотник, которому было поручено остаться в лагере в качестве повара, бросил в котелок все имевшиеся припасы и приготовил получившуюся смесь на медленном огне. Когда его товарищи вернулись, замёрзшие и изнурённые, то сочли получившуюся мешанину весьма аппетитным блюдом.
Проверенные временем рекомендации по приготовлению брансуикского стью таковы: отварить около 9 фунтов дичи в 2 галлонах воды до готовности; добавить в густой бульон 6 фунтов помидоров, 1 фунт масляной фасоли, 6 кукурузных початков, 6 ломтиков бекона, 1 красный перец, соль по вкусу и снова варить.

## В литературе
В рассказе «Купидон порционно» О. Генри, голодающий главный герой отмечает, что джорджийское брунсвикское рагу «…есть высшая точка всех вкусных вещей, потому что заключает в себе все вкусные вещи».